# Ferromolibdè
El ferromolibdè o ferromolibdé és un important aliatge de ferro i molibdè, que té un contingut en molibdè d'un 60-70%. És la font primària per l'aliatge de molibdè de l'acer HSLA.

## Producció
El ferromolibdè es produeix escalfant una barreja d'òxid de molibdè (VI) (MoO₃), alumini i ferro. L'òxid i l'alumini es combinen mitjançant una reacció alúminotèrmica per produir molibdè in situ. El ferromolibdè es pot purificar per mitjà de fusió amb feix d'electrons o pot ser utilitzat tal qual. Per aliar-lo amb l'acer, el ferromolibdè s'afegeix a l'acer fos abans de la fosa. Entre els venedors més importants de ferromolibdè d'Europe hi ha l'empresa alemanya Grondmet, i als Estas Units la Langeloth Metallurgical Company de Langeloth, a Pennsilvània.